# OPPO A75 / A75s
OPPO A75 / A75s是OPPO於2017年12月推出的中階智慧型手機，也是OPPO A系列首款採用全螢幕的智慧型手機。搭載基於Android 7.1的ColorOS 3.2系統、6吋2160x1080 FHD+螢幕、聯發科Helio P23處理器、4GB記憶體、32GB/64GB儲存空間。

該機在東南亞地區(除新加坡市場)被稱為OPPO F5，並且推出6GB記憶體的版本。